# Afzetting (strafrecht)
Afzetting, in het Belgisch strafrecht, volgens artikel 19 van het Strafwetboek, is een bijkomende criminele straf waarbij de veroordeelde wordt afgezet van (ere)titels, officiële graden, ambten... 
Deze straf wordt verplicht opgelegd bij levenslange opsluiting.
Afzetting geldt enkel voor wat betreft titels verleend in het verleden, dit in tegenstelling tot de ontzetting.